# Cordovilla (province de Salamanque)
Pour les articles homonymes, voir Cordovilla.
Cordovilla est une commune de la province de Salamanque dans la communauté autonome de Castille-et-León en Espagne.